# 拉戈伊尼亚
拉戈伊尼亚是巴西圣保罗州的一个市镇。总面积255.924平方公里，总人口4798人，人口密度18.7人/平方公里。